# Sint-Petruskerk (Bergen, Limburg)

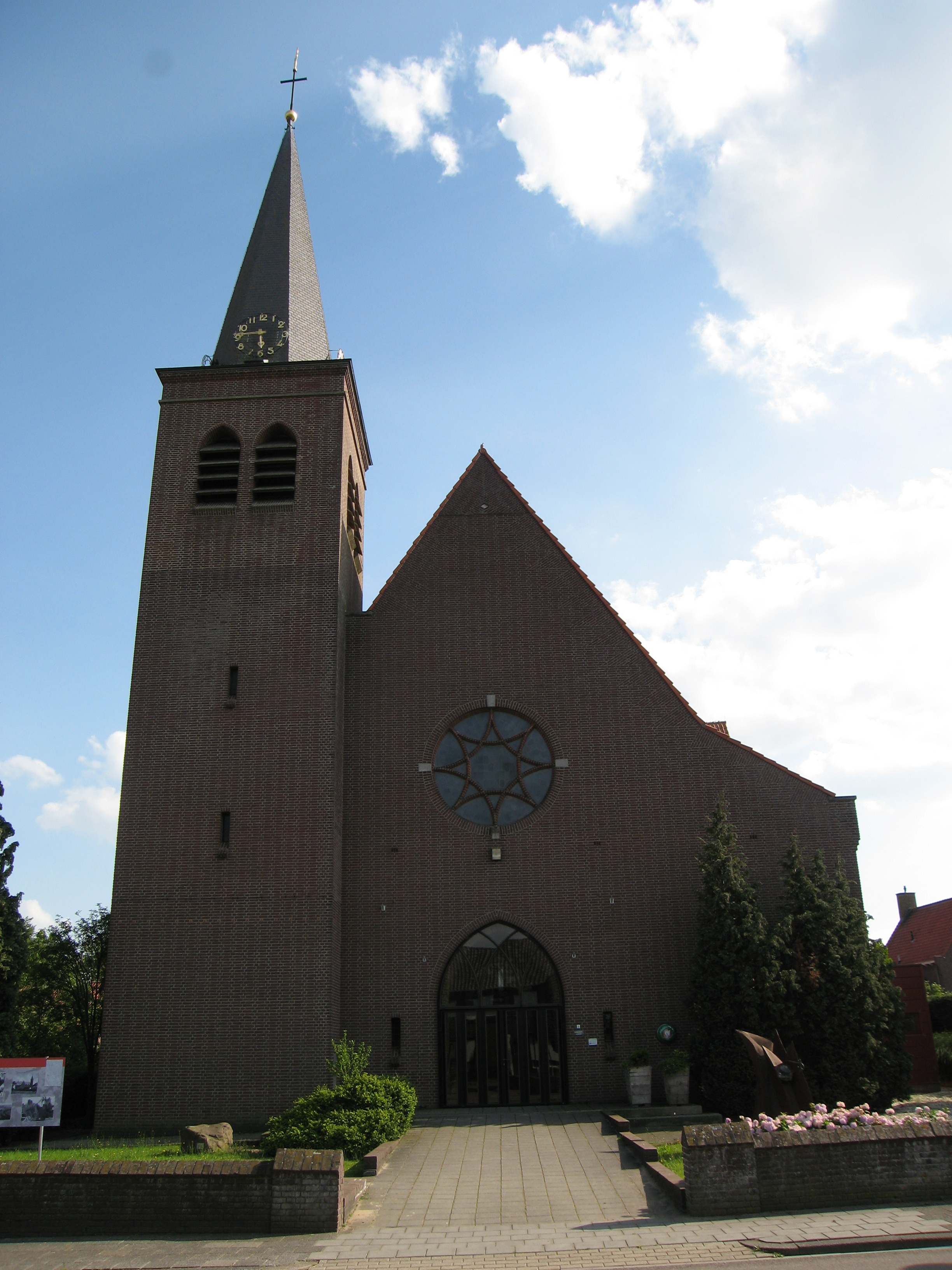
Sint-Petruskerk

De Sint-Petruskerk is de parochiekerk van Bergen, gelegen aan Kerkstraat 6.
De eerste kerk op deze plaats werd gebouwd in 1932 naar ontwerp van Martinus van Beek. Deze verving een oudere kerk, waarvan de Oude Toren nog een overblijfsel is. De kerk werd op een nieuwe plaats gebouwd, omdat ook het dorpscentrum zich enigszins verplaatst had.
De kerk uit 1932 werd eind 1944 verwoest door oorlogsgeweld en moest worden gesloopt. In 1950 werd de nieuwe kerk ingewijd, maar de toren was nog niet gereed. Deze werd pas in 1955 voltooid: Het bovendeel van de toren heeft een lichtere kleur baksteen dan het benedendeel. Het betreft een vierkante, vlakopgaande, aangebouwde toren, gedekt met een ingesnoerde naaldspits. De bakstenen kerk is in moderne gotiek, en is een driebeukige kruiskerk met een dakruiter op de viering. Het interieur is uitgevoerd in schoon metselwerk.